# پیکویل (کارولینای شمالی)
پیکویل (به انگلیسی: Pikeville) شهری در ایالت کارولینای شمالی کشور ایالات متحده آمریکا است که جمعیت آن در سرشماری سال ۲۰۱۰ میلادی، ۶۷۸ نفر بوده‌است.